# Manatí, Cuba
Manatí là một đô thị và thành phố ở tỉnh Las Tunas của Cuba. Đô thị này nằm ở phía tây bắc tỉnh, ở duyên hải phía bắc Cuba, bên vịnh Manati.

## Thông tin nhân khẩu
Năm 2004, đô thị Manatí có dân số 33.573 người. Diện tích là 953 km² (368 mi²), với mật độ dân số là 35,2người/km² (91,2người/sq mi).